# Alpheus migrans
Alpheus migrans is een garnalensoort uit de familie van de Alpheidae. De wetenschappelijke naam van de soort is voor het eerst geldig gepubliceerd in 1978 door Lewinsohn & Holthuis.